# Wirmighausen

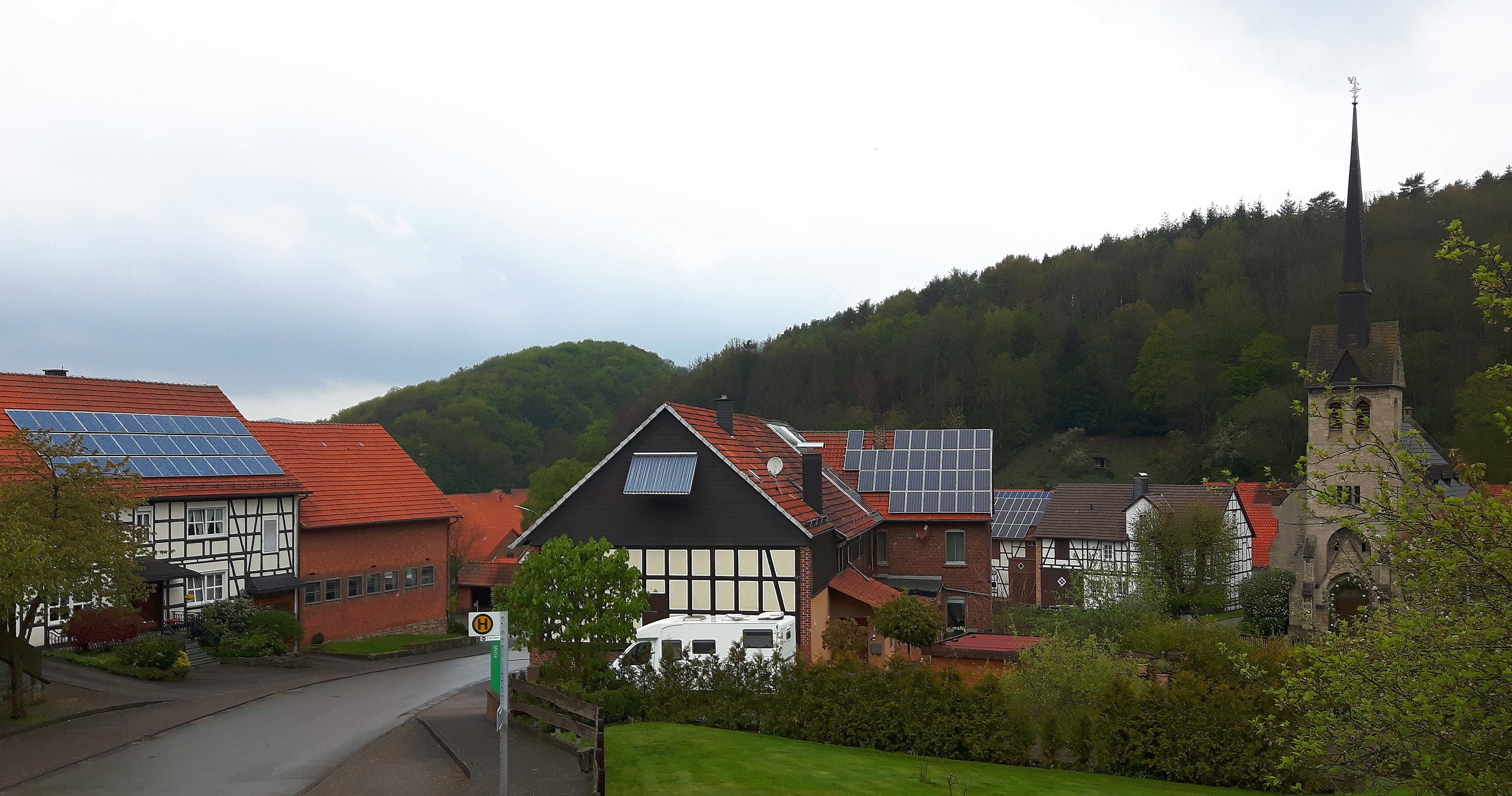
Straße in Wirmighausen

Wirmighausen ist ein Ortsteil der Gemeinde Diemelsee im nordhessischen Landkreis Waldeck-Frankenberg. Der Ort hat eine über 900-jährige Ortsgeschichte.

## Geographie

### Geographische Lage
Wirmighausen liegt an der Ostgrenze des Naturparks Diemelsee und wird vom Rhene-Zufluss Wirme durchflossen. Die Gemarkung des Orts grenzt im Norden an Adorf, im Nordosten an Vasbeck, im Osten an Gembeck (Gemeinde Twistetal), im Süden an Flechtdorf und im Westen an Benkhausen. Der Ort liegt zwischen Dortmund und Kassel südlich von Paderborn, ungefähr in der Mitte eines Dreiecks mit den Eckpunkten Korbach, Brilon und Marsberg. Die dem Ort zugerechnete Gemarkungsgröße beträgt 1.445 Hektar.

### Naturräumliche Gliederung
Naturräumlich ist der Ort der Region „332 Ostsauerländer Gebirgsrand“ und darin dem Vorupländer Hügelland (332.61) zugeordnet.

## Geschichte

### Ur- und Frühgeschichte
Die früheste Anwesenheit von Menschen in der Wirmighäuser Region ist durch jungsteinzeitliche Streufunde belegt. Im Bestand des Wolfgang-Bonhage-Museum Korbach sind entsprechende Fundstücke aus dieser Zeit und nachfolgenden Perioden. Streufunde Funde zur keltischen Besiedlung in der Region werden ab dem 5. Jahrhundert datiert. Der Latènezeit folgte Besiedlung durch Germanen. Die Bereiche von germanischen Stämmen haben sich in der Region mehrfach verschoben. Anfänglich gibt es in der Region Cherusker und Chatten. Später finden sich Sugambrer und Marser in der Region. Römische Besiedlung um Wirmighausen ist nicht bekannt; die nächsten Nachweise zu Römern finden sich im heutigen Gebiet von Ostwestfalen-Lippe. Für die Zeit von etwa 100 bis etwa 500 ist kaum etwas zur regionalen Geschichte bekannt.

Steinzeitliche Besiedlung
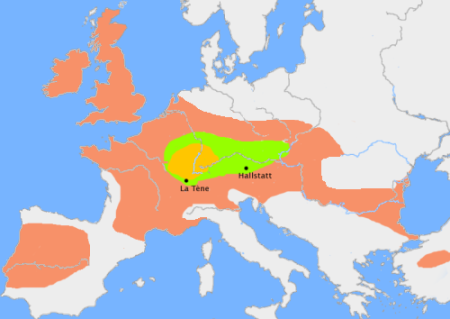
Keltische Besiedlung
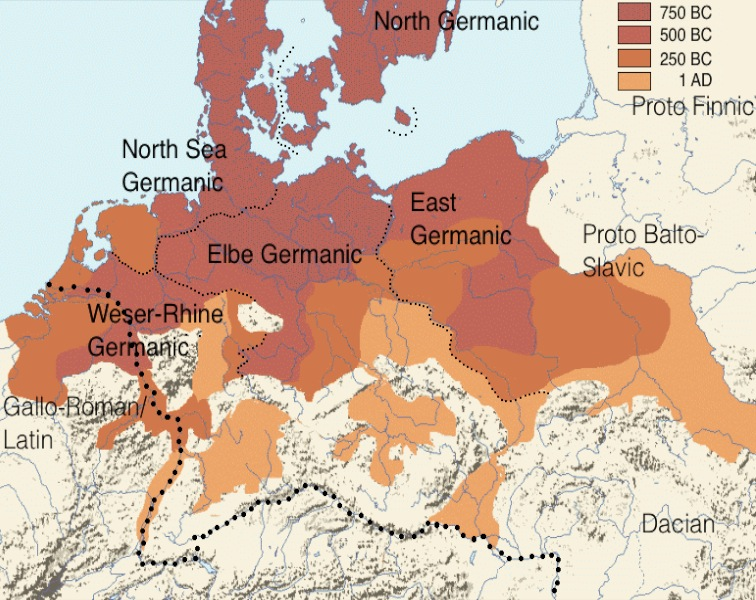
Germanische Besiedlung
Germanische Stämme um 50 n. Chr.
Germanische Stämme um 70 n. Chr.

### Besiedlung
Die Besiedlung des Ortes begann schon vor der ersten urkundlichen Erwähnung. Um das Jahr 800 soll Karl der Große, auf einer Heerstraße, die durch die heutige Gemarkung führte, nach Norden gezogen sein. Die Einwohner wurden gezwungen, den christlichen Glauben anzunehmen. Eine frühe Ortsbezeichnung war Wennemaringhusen, eventuell nach dem Gründer Wennemar benannt. Vermutlich war der Gründer ein Sachse vom Teilstamm der Engern. Die Namen der von Engern gegründeten Orte enden oft mit -ingsen oder -inghusen, und diese Endung wird mit "Nachkomme des" gedeutet.

### Mittelalter
Wirmighausen befand sich in Grenzbereichen der sächsischen und fränkischen Gebiete. Ab etwa 690 war Wirmighausen im Einflussbereich der Angrivarier (auch als Angrevarier, Angarier, Engern, lateinisch: Angrivarii, Angarii bekannt). Der Missionierung der Chatten folgend, setzte auch im Bereich von Wirmighausen die Christianisierung ein. Wirmighausen war zunächst im Einflussbereich der Eresburg (im heutigen Marsberg) und wurde von dort missioniert. Später lag Wirmighausen im frühmittelalterlichen Gau Nithersi der später auch als Itergowe, Pago Itherga und Grafschaft Itter bekannt war.

Franken und Sachsen im 4. Jahrhundert
zeitlich, geografische Darstellung fränkischer Einflussgebiete von 481 bis 814
Grenzen des Fränkischen Reiches ab 843 nach dem Vertrag von Verdun
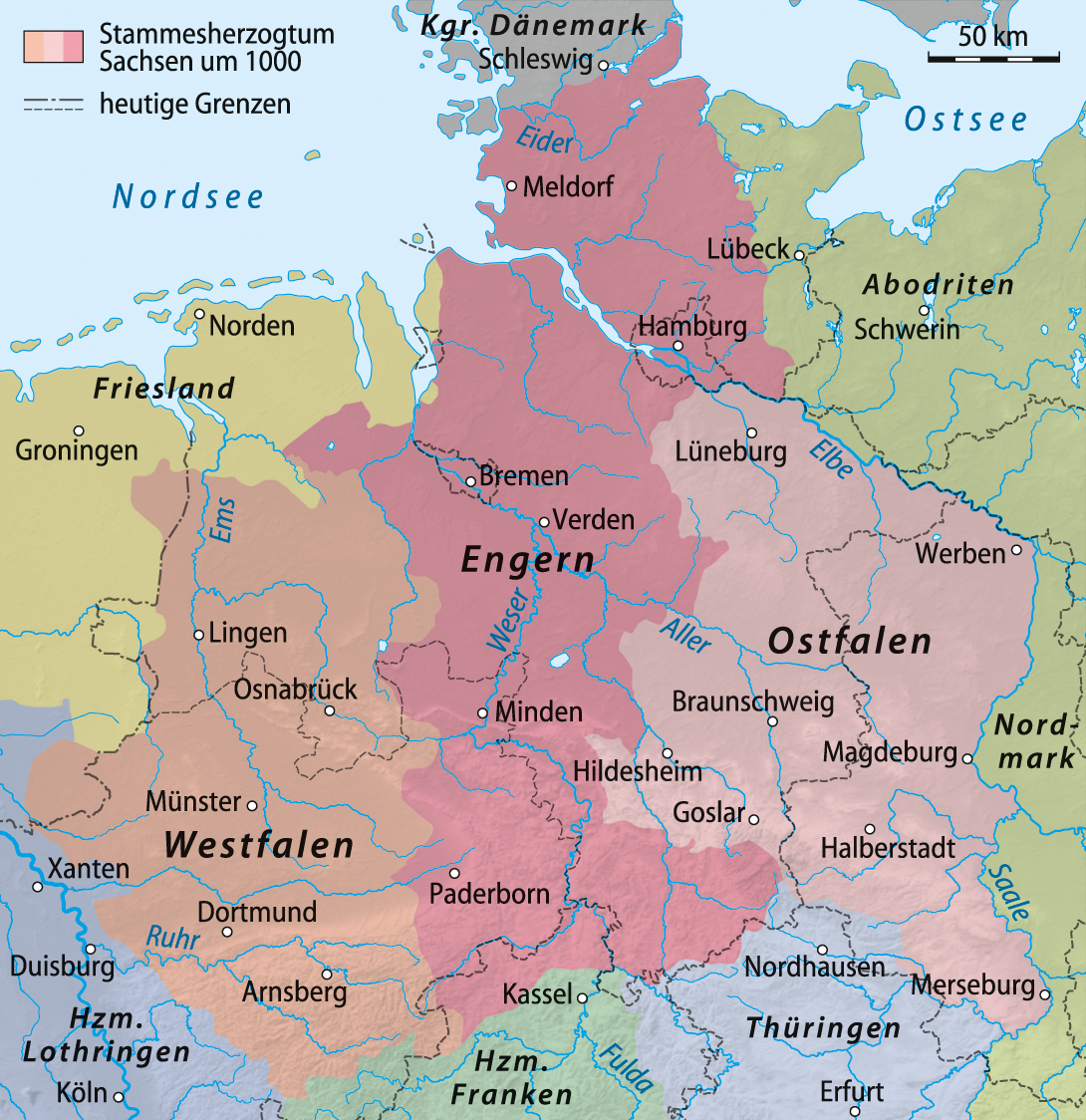
Gebiet der Angrivarier um 1000
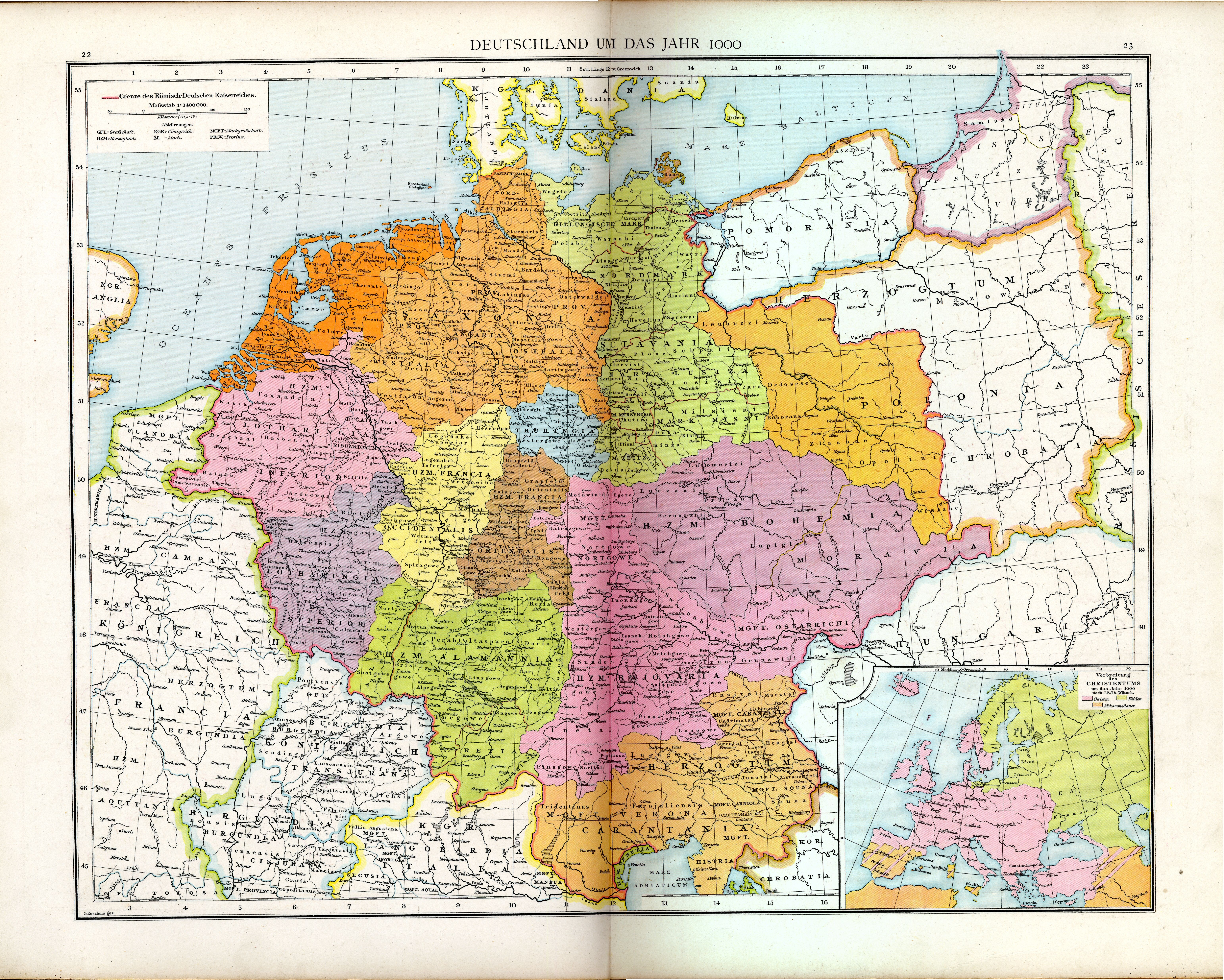
Frühmittelalterliche Gaue um 1000

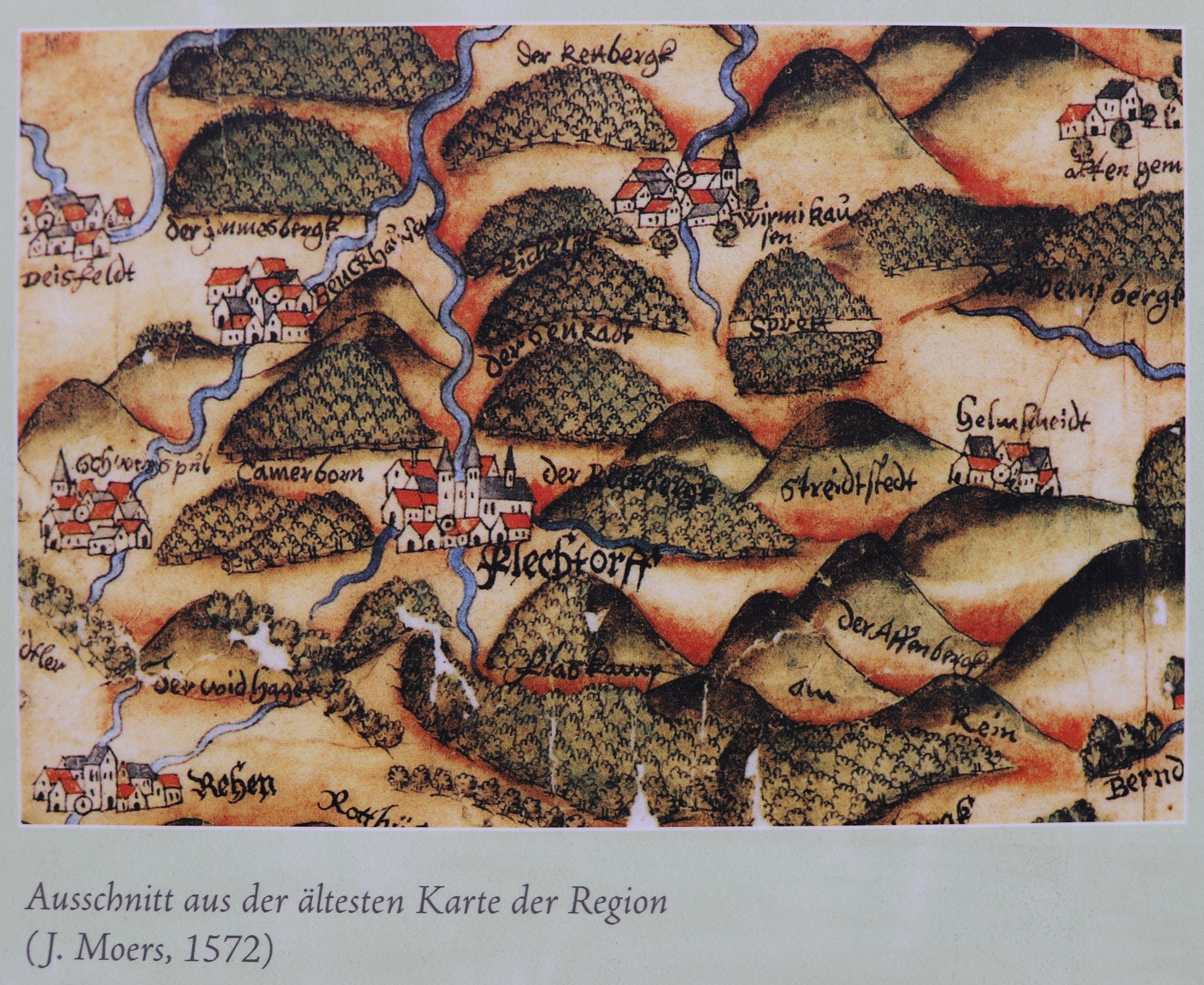
Lage von Wirmighausen, Karte von 1572

Die älteste bekannte schriftliche Erwähnung von Wirmighausenerfolgte unter dem Namen Winemarinchus 1101/1102. Wirmighausen gehörte zur Gründungsausstattung des Klosters Flechtdorf.
Die bekannten urkundlichen Zeugnisse finden sich in folgender Übersicht:
- Winemarinchus, in (1101/1102) [Regesta historiae Westfaliae 1, Nr. 1303, Schwersmann, Benediktinerkloster Flechtdorf, S. 327 mit Anm. 696]
- Wynnemarinkusen (1194) [Kop. 14. Jahrhundert Regesten der Erzbischöfe von Köln 2, S. 299, Nr. 1488]
- Winemarinchusen, in (1194) [Kop. 14. Jahrhundert Regesten der Erzbischöfe von Köln 2, S. 297–298, Nr. 1482]
- Wynemarinchusen (1219) [Westfälisches Urkundenbuch 4.1, S. 53–54, Nr. 78]
- Winemarchusen (1248) [Schwersmann, Benediktinerkloster Flechtdorf, S. 327 mit Anm. 701]
- Winemarinchusen, in (1263) [Schwersmann, Benediktinerkloster Flechtdorf, S. 328 mit Anm. 703]
- Wynemarenchůsen (1326) [Urkunden Kloster Bredelar, S. 146–147, Nr. 225]
- Weinmichusen, tho (1394) [Kopiar 1537 HStAM Bestand 133 f Nr. Flechtdorf 7/40: 1394 Mai 13]
- Wermchusen (1457–1480) [Schwersmann, Benediktinerkloster Flechtdorf, S. 329 mit Anm. 713]
- Wermerinckhusen (1482) [Abschrift Urkunden der Propstei Marsberg, S. 205, Nr. 401]
- Wermickhusen (1537) [HStAM Bestand 127 Nr. 3]
- Wirminghausen (1733) [HStAD Bestand P 23 Nr. 56]

In den Jahren 1155–1170 hatte Abt Uffo des Klosters Flechtdorf Güter im Ort. 1194 wurde der Ort mit dem Namen Wymarinchusen erwähnt, als das Kloster Flechtdorf dort weiteren Besitz erlangte und dies zu Streitigkeiten mit den Padbergern führte. 1293 verpfändete Graf Otto I. von Waldeck seine Zehntrechte an die Herren von Padberg. 1344 verkaufte Herrmann von Adorf ein Gut an das Kloster Flechtdorf. 1526 schenkten die Brüder von Scarpenberg ihr Gut dem Kloster Bredelar. Von 1537 bis 1578 war der größte Teil des Ortes im Besitz des Klosters Flechtdorf, einige wenige Besitzungen gehörten zum Kloster Bredelar. Lehnsmannen des Klosters Flechtdorf im Ort waren die Herren von Ditmerkhusen, die Gogrebe und die Herren von Eppe. Um 1600 wurde der Ort dann Wirmighausen genannt. In der Zeit von 1816 bis 1866 gehörte Wirmighausen zum Oberamt der Twiste.

### Zollhaus
Auf einem Hochplateau außerhalb des Ortes befindet sich eine Gehöftgruppe mit der Bezeichnung Zollhaus. Hier hatten die Grafen von Waldeck eine Zollstation zum nahen Westfalen errichtet. Bis in die 1920er Jahre stand dort noch ein großer Stall für bis zu 60 Pferde. In der Nähe wird eine Burg zum Schutz der Handelsstraße erwähnt, von der heute nur noch der Grundriss, ein Wall und ein Graben erkennbar sind.

### Hessische Gebietsreform (1970–1977)
Zum 31. Dezember 1971 entstand im Zuge der Gebietsreform in Hessen durch den freiwilligen Zusammenschluss der bis dahin selbständigen Gemeinden Adorf, Benkhausen, Deisfeld, Flechtdorf, Giebringhausen, Heringhausen, Ottlar, Rhenegge, Schweinsbühl, Stormbruch, Sudeck, Vasbeck und Wirmighausen die neue Gemeinde Diemelsee. Sitz der Gemeindeverwaltung wurde Adorf.
Für die ehemals selbständigen Gemeinden von Diemelsee wurden gemäß Hauptsatzung Ortsbezirke mit Ortsbeirat und Ortsvorsteher errichtet. Die Grenzen der Ortsbezirke folgen grundsätzlich den Gemarkungsgrenzen.

### Verwaltungsgeschichte im Überblick
Die folgende Liste zeigt die Staaten bzw. Herrschaftsgebiete und deren untergeordnete Verwaltungseinheiten, in denen Wirmighausen lag:
- 1537 und später: Heiliges Römisches Reich, Grafschaft Waldeck, Amt Eisenberg bzw. Mengeringhausen
- ab 1712: Heiliges Römisches Reich, Fürstentum Waldeck, Amt Eisenberg
- ab 1806: Fürstentum Waldeck, Amt Eisenberg
- ab 1815: Fürstentum Waldeck, Oberamt des Eisenbergs
- ab 1816: Fürstentum Waldeck, Oberjustizamt des Eisenbergs
- ab 1850: Fürstentum Waldeck-Pyrmont (seit 1849), Kreis des Eisenbergs[Anm. 1]
- ab 1867: Fürstentum Waldeck-Pyrmont (Akzessionsvertrag mit Preußen), Kreis des Eisenbergs
- ab 1871: Deutsches Reich, Fürstentum Waldeck-Pyrmont, Kreis des Eisenbergs
- ab 1919: Deutsches Reich, Freistaat Waldeck-Pyrmont, Kreis des Eisenbergs
- ab 1929: Deutsches Reich, Freistaat Preußen, Provinz Hessen-Nassau, Regierungsbezirk Kassel, Kreis des Eisenbergs
- ab 1942: Deutsches Reich, Freistaat Preußen, Provinz Hessen-Nassau, Regierungsbezirk Kassel, Landkreis Waldeck
- ab 1944: Deutsches Reich, Freistaat Preußen, Provinz Kurhessen, Regierungsbezirk Kassel, Landkreis Waldeck
- ab 1945: Deutsches Reich, Amerikanische Besatzungszone, Groß-Hessen, Regierungsbezirk Kassel, Landkreis Waldeck
- ab 1946: Deutsches Reich, Amerikanische Besatzungszone, Hessen, Regierungsbezirk Kassel, Landkreis Waldeck
- ab 1949: Bundesrepublik Deutschland, Hessen, Regierungsbezirk Kassel, Landkreis Waldeck
- ab 1972: Bundesrepublik Deutschland, Hessen, Regierungsbezirk Kassel, Landkreis Waldeck, Gemeinde Diemelsee
- ab 1974: Bundesrepublik Deutschland, Hessen, Regierungsbezirk Kassel, Landkreis Waldeck-Frankenberg, Gemeinde Diemelsee

## Bevölkerung

### Einwohnerstruktur 2011
Nach den Erhebungen des Zensus 2011 lebten am Stichtag dem 9. Mai 2011 in Wirmighausen 393 Einwohner. Darunter waren 3 (0,8 %) Ausländer.
Nach dem Lebensalter waren 57 Einwohner unter 18 Jahren, 165 waren zwischen 18 und 49, 66 zwischen 50 und 64 und 105 Einwohner waren älter.
Die Einwohner lebten in 144 Haushalten. Davon waren 30 Singlehaushalte, 42 Paare ohne Kinder und 54 Paare mit Kindern, sowie 18 Alleinerziehende und keine Wohngemeinschaften. In 33 Haushalten lebten ausschließlich Senioren/-innen und in 66 Haushaltungen leben keine Senioren/-innen.

### Einwohnerentwicklung
Quelle: Historisches Ortslexikon
- 1541: 28 Häuser
- 1620: 43 Häuser
- 1650: 20 Häuser
- 1738: 46 Häuser
- 1770: 58 Häuser, 340 Einwohner

| Wirmighausen: Einwohnerzahlen von 1770 bis 2020 | Wirmighausen: Einwohnerzahlen von 1770 bis 2020 | Wirmighausen: Einwohnerzahlen von 1770 bis 2020 | Wirmighausen: Einwohnerzahlen von 1770 bis 2020 | Wirmighausen: Einwohnerzahlen von 1770 bis 2020 |
| --- | ----------------------------------------------- | ----------------------------------------------- | ----------------------------------------------- | ----------------------------------------------- |
| Jahr |                                                 |                                                 |                                                 | Einwohner                                       |
| 1770 | 1770                                            |                                                 | 340                                             | 340                                             |
| 1800 | 1800                                            |                                                 | ?                                               | ?                                               |
| 1834 | 1834                                            |                                                 | 497                                             | 497                                             |
| 1840 | 1840                                            |                                                 | 519                                             | 519                                             |
| 1846 | 1846                                            |                                                 | 498                                             | 498                                             |
| 1852 | 1852                                            |                                                 | 507                                             | 507                                             |
| 1858 | 1858                                            |                                                 | 489                                             | 489                                             |
| 1864 | 1864                                            |                                                 | 496                                             | 496                                             |
| 1871 | 1871                                            |                                                 | 492                                             | 492                                             |
| 1875 | 1875                                            |                                                 | 487                                             | 487                                             |
| 1885 | 1885                                            |                                                 | 531                                             | 531                                             |
| 1895 | 1895                                            |                                                 | 522                                             | 522                                             |
| 1905 | 1905                                            |                                                 | 509                                             | 509                                             |
| 1910 | 1910                                            |                                                 | 498                                             | 498                                             |
| 1925 | 1925                                            |                                                 | 455                                             | 455                                             |
| 1939 | 1939                                            |                                                 | 463                                             | 463                                             |
| 1946 | 1946                                            |                                                 | 581                                             | 581                                             |
| 1950 | 1950                                            |                                                 | 616                                             | 616                                             |
| 1956 | 1956                                            |                                                 | 527                                             | 527                                             |
| 1961 | 1961                                            |                                                 | 470                                             | 470                                             |
| 1967 | 1967                                            |                                                 | 469                                             | 469                                             |
| 1980 | 1980                                            |                                                 | ?                                               | ?                                               |
| 1990 | 1990                                            |                                                 | ?                                               | ?                                               |
| 2001 | 2001                                            |                                                 | 432                                             | 432                                             |
| 2011 | 2011                                            |                                                 | 393                                             | 393                                             |
| 2015 | 2015                                            |                                                 | 388                                             | 388                                             |
| 2020 | 2020                                            |                                                 | 371                                             | 371                                             |
| Datenquelle: Historisches Gemeindeverzeichnis für Hessen: Die Bevölkerung der Gemeinden 1834 bis 1967. Wiesbaden: Hessisches Statistisches Landesamt, 1968. Weitere Quellen: LAGIS; Gemeinde Diemelsee; Zensus 2011 |                                                 |                                                 |                                                 |                                                 |

### Historische Religionszugehörigkeit
| • 1885: | 517 evangelische (= 99,04 %) kein katholischer, fünf anderes christliche-konfessionelle (= 0,96 %) Einwohner |
| • 1961: | 442 evangelische (= 94,04 %), 27 katholische (= 5,74 %) Einwohner                                            |

## Kirche

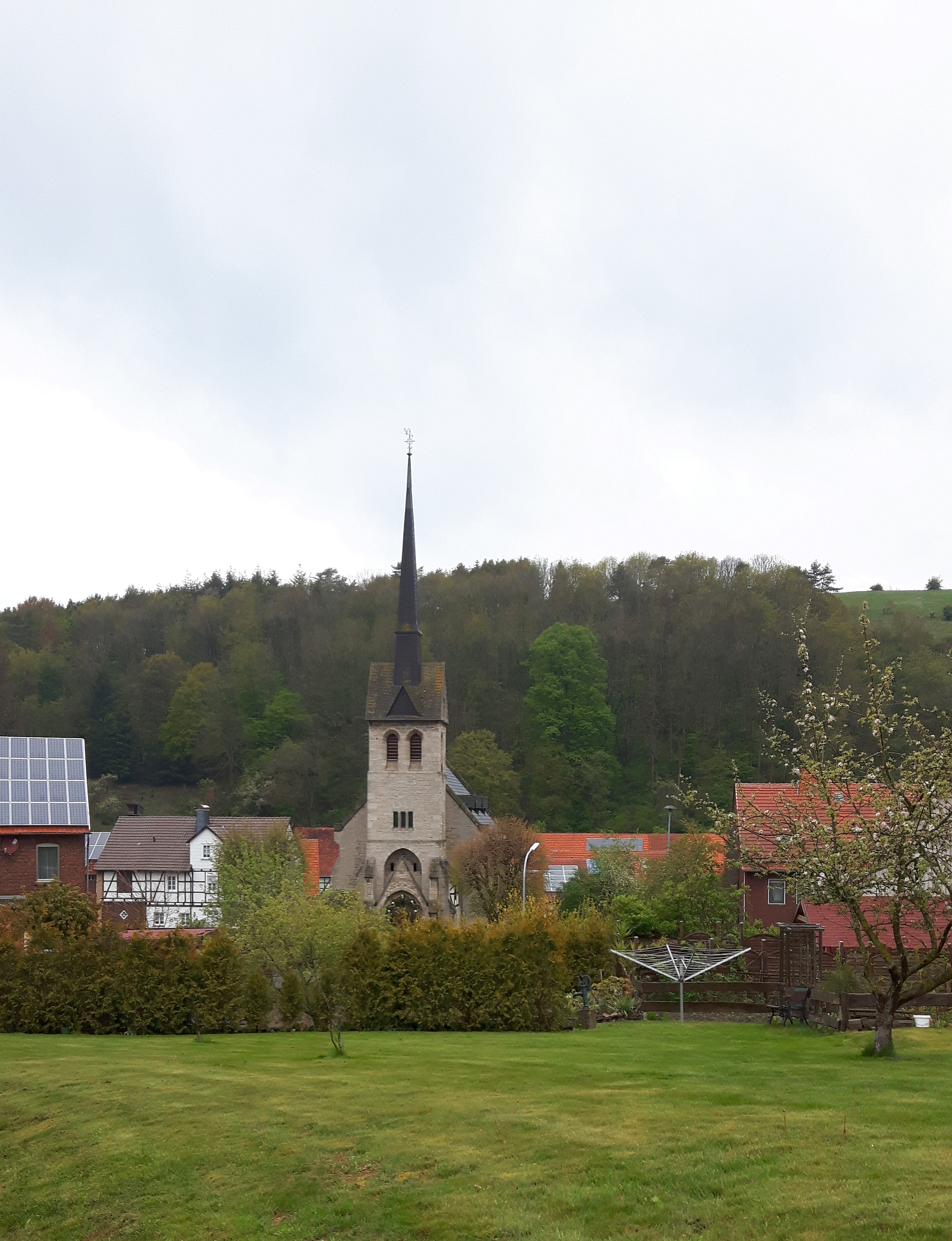
Kirche in Wirmighausen

Um 1200 gehörte der Ort zum Archidiakonat Adorf. Nach dessen Auflösung wurde Wirmighausen dem Archidiakonat Horhusen (heute Niedermarsberg) zugewiesen. Erst in den Jahren 1457–1480 wurde mit Unterstützung des Flechtdorfer Abts Herrmann von Frowyn eine Kapelle errichtet; sie war der heiligen Katharina geweiht. Sie wurde um 1700 renoviert und 1907 abgerissen. Die heutige Kirche entstand neben der abgerissenen Kapelle in der Zeit von 1906 bis 1908 nach Plänen des für das Fürstentum Waldeck zuständigen Regierungsbaumeisters Wilhelm Müller.

## Naturschutzgebiet Auf der Buchenlied bei Wirmighausen
Östlich von Wirmighausen befindet sich das Naturschutzgebiet Auf der Buchenlied bei Wirmighausen. Es hat eine Größe von 19,26 ha und wurde 1990 wegen seines besonderen Artenreichtums an Pflanzen ausgewiesen. Das Gebiet ist auch als FFH-Gebiet ausgewiesen.

## Sport
Nördlich von Wirmighausen an der Straße "Hinterm Gürenberg" befinden sich die Wirmetalhalle mit circa 700 Plätzen und ein Sportplatz. Beide sind unter anderem Austragungsort des jährlich stattfindenden Crosslaufes der LG Diemelsee, in den 2016 die Hessischen Crosslaufmeisterschaften integriert waren.